# パルフェふぁんBOX
『パルフェふぁんBOX』（パルフェふぁんボックス、英題：Parfait Fan Box）は、2000年9月29日に工画堂スタジオより発売されたリトル・ウィッチ パルフェシリーズのファンボックスである。

## 概要
リトル・ウィッチ パルフェシリーズ第5作。クイズゲーム『ココットのどきどきQUIZ大作戦』、デスクトップアクセサリー集「くろねこみゅーじあむ」、パルフェシリーズの主題歌集「パルフェ ソングこれくしょん」、シリーズ作品のデモ・体験版からなるファンボックス。初回版にはサケマスストラップが付属する。

### 製品バリエーション
『パルフェふぁんBOX』
2000年9月29日発売。
『リトル・ウィッチ パルフェ コンプリートパック』
2005年3月25日発売。シリーズ全5作品を収録する。麻雀風の絵合わせゲーム『パルフェDON!』のプレゼントキャンペーンが実施された。

## ココットのどきどきQUIZ大作戦
ココット・キルシュとトラブルバスターQ（＝プレーヤー）が、フロルエルモスの街に突如現れた悪の謎かけ精霊「スフィンクース」にクイズで立ち向かうという内容のアドベンチャーゲーム。「シルエット問題」「鼻うた問題」「タイピング問題」など様々な問題が出題される。『ハートフルメモリーズ 〜Little Witch Parfait 2〜』の中間もしくはアナザーストーリーであり、2003年11月に発売された『ハートフルメモリーズ』DVD版には本作が同梱された。

### 登場人物
※本名や設定は、関連書籍や他作品で判明したものを含む。
ココット＝キルシュ（Cocotte Kirsche）
声 - 水橋かおり
主人公。フロルエルモス魔法学院高等科に通いながらスマイル魔法店を切り盛りする少女。14歳。姉のレネットは、留学中のフィリス王子の護衛として風の国フォルラータに滞在中。
トラブルバスターQ
精霊退治の専門家。『蒼い海のトリスティア 〜発明工房奮闘記〜』（くまさんちーむ制作、2002年7月発売）にも同名のキャラクターが登場する。
パルフェ＝シュクレール（Parfait Sucreal）
声 - 古山きみこ（現・こやまきみこ）
黒猫魔法店店主。16歳。古代精霊・スフィンクースに取り憑かれ行方不明となる。
フローレ＝ミルフィア（Flore Milfia）
声 - 三五美奈子
パルフェの親友。16歳。パルフェ同様スフィンクースに取り憑かれる。
ライナ＝フォーゼル（Raina Forzel）
声 - 真田アサミ
猫耳の女剣士。10歳。パルフェ同様スフィンクースに取り憑かれる。
スマイル仮面
声 - 水樹奈々
ココットやトラブルバスターQのピンチの際に現れる謎の仮面騎士。

### スタッフ
- キャラクターデザイン - 羽音たらく

### 主題歌
｢渚のハッピーバカンス｣
作詞 - くろねこさんちーむ / 作曲・編曲 - 馬場信繁 / 歌 - ココット＝キルシュ（水橋かおり）

## くろねこみゅーじあむ
『リトル・ウィッチ パルフェ』シリーズのキャラクター達による壁紙、スクリーンセーバー、時計、カレンダーなどを収録。

## Parfait Song Collection
『リトル・ウィッチ パルフェ』シリーズの主題歌を1枚に収めたミニアルバム（品番：KGD-0071）。
収録曲
1. Little Witch's Heart
歌：パルフェ＝シュクレール（古山きみこ）
2. Romantic Heart
歌：レネット＝キルシュ（水樹奈々）
3. 花束の招待状
歌：フローレ＝ミルフィア（三五美奈子）
4. PoetryLove 〜出会いは詩うように〜
歌：ルティル＝エル＝サーレ（堀江由衣）
5. 渚のハッピーバカンス
歌：ココット＝キルシュ（水橋かおり）
6. Little Witch's Heart Ver.R
歌：レネット＝キルシュ（水樹奈々）
7. Little Witch's Heart（Voiceless Version）
8. Romantic Heart（Voiceless Version）
9. 花束の招待状（Voiceless Version）
10. PoetryLove ～出会いは詩うように～（Voiceless Version）
11. 渚のハッピーバカンス（Voiceless Version）
12. Little Witch's Heart Ver.R（Voiceless Version）

## 関連商品
リトル・ウィッチ パルフェ ビジュアルファンブック
発売日：2001年7月6日 / 発行：エンターブレイン ISBN 4-7577-0360-0
パルフェシリーズ5作品に『エンジェリック・コンサート』を加えた6作品の攻略ガイド、設定資料を掲載。付属のCD-ROMには体験版や壁紙などを収録。